# Héctor De Rosas
Héctor De Rosas (Buenos Aires, Argentina, 2 de octubre de 1931 – ídem 26 de  julio de 2015) cuyo verdadero nombre era Héctor Ángel González Padilla fue un cantor dedicado al género del tango de larga trayectoria en su país.

## Primeros años
Su padre, llamado Manuel, era un inmigrante español que trabajaba en el ferrocarril y fue trasladado a Tucumán, donde conoció a su madre, de nombre Rosa, con quien se casó y volvió a Buenos Aires, donde nació De Rosas y, mucho después ya jubilado, era casero en la escuela-museo Pedro de Mendoza, donde había vivido el pintor Quinquela Martín, en el barrio de la Boca, frente al Riachuelo.

## Actividad profesional
Aconsejado por la cancionista Martha de los Ríos, De Rosas estudió canto entre los 10 y los 23 años con el profesor Ricardo Domínguez. A los 15 años ganó en el rubro «cantantes varones» el concurso de Radio Belgrano auspiciado por la revista Radiolandia en el que hubo 12 mil participantes el premio consistiente en seis meses de actuación en esa radioemisora; en el jurado estaban, entre otros, Enzo Ardigó y Samuel Yankelevich.
Más adelante, por intermedio de Alberto Cosentino y Oscar Rubens se vinculó al pianista y director Osmar Maderna y el 21 de julio de 1949 graban el vals Pequeña, con música del director y letra de Homero Espósito que tuvo tanto éxito que a los pocos meses ya había 120 versiones en distintas partes del mundo.
Cuando supo que un vecino había comentado “lo bien que cantaba el hijo de la Rosa” (nombre de la madre) le propone a Maderna usar el seudónimo de Héctor de la Rosa, pero al director le parece pomposo y lo cambia por el definitivo, Héctor De Rosas. El 14 de diciembre de 1949, grabó Divina, el tango de Joaquín Mauricio Mora y Juan De la Calle y aumentan sus ingresos permitiéndole comprar una casa para sus padres.
Dejó la orquesta de Maderna para pasar a la del  director Pedro Laurenz ganando el doble, pero estuvo poco con el conjunto; a principios de 1951 ingresó a la orquesta de Florindo Sassone y al cabo de unos meses pasó a la de Eduardo Del Piano, con la cual grabó 10 temas empezando el 17 de septiembre de 1951 con el tango No me pregunten por qué y finalizando el 26 de mayo de 1955 con Remembranza, haciendo dúo en 3 de ellas con Mario Bustos.
En 1958 comenzó a cantar en la orquesta de Osvaldo Fresedo en los bailes de Carnaval y en el programa de radio Los Lunes de Cleveland. Roberto Caló le ofreció un mayor sueldo más una prima inicial para que fuera a actuar con él; Héctor De Rosas lo acepta y en su nueva orquesta grabó nueve temas, entre los cuales cuatro lo hizo a dúo con el mendocino Rodolfo Galé. Mientras está con la orquesta de Caló De Rosas incorporó a su repertorio por sugerencia del director, pese a que no gustaba al cantor porque se salía de la línea romántica que había adoptado, el tango Rosa de fuego, que se convirtió en un éxito perdurable que el público le solicitó hasta el fin de su carrera. Este tango  lo grabó De Rosas con Caló el 19 de junio de 1957, con José Basso en 1964 y como solista acompañado por guitarras y bandoneón  en 1978.
En 1959 formó una orquesta propia formando el rubro con el bandoneonista Celso Amato y actúan en Radio Splendid. Por el conjunto pasaron los cantores Rodolfo Galé, Fontán Luna, Tito Reyes, Jorge Sobral y Carlos Yanel.Jorge Sobral y Carlos Yanel.
Entre 1960 y 1963 De Rosas con el Quinteto de Astor Piazzolla grabaron para el sello Telefunken once temas entre los que estaban, Nostalgias y Por la vuelta, y también participó De Rosas en la representación de la operita María de Buenos Aires, en el desaparecido Teatro Planeta. > Sobre la actuación de Héctor de Rosas en esa etapa, el propio Piazzolla dijo:

«Fue De Rosas un cantante pulcro y cuidadoso. No era una voz calenturienta, nunca le molestó la música que yo escribía. Estuvo por encima de Lavié y Trelles, porque De Rosas era otra cosa, un instrumento más, una flauta, ponía la voz justo donde debía ir».

En 1964 grabó 11 temas  con José Basso, en 1968 hizo 2 registros con la Orquesta Símbolo Osmar Maderna, dirigida por Aquiles Roggero, en 1978 grabó 12 obras como solista, acompañado por el bandoneonista Juan Carlos Bera y los guitarristas Carlos Peralta, Juan Carlos Gorrías y Ferreyra y 2 temas con la orquesta típica de Raúl Luzzi y en 1986 grabó 2 temas con el conjunto del violinista Roberto Gallardo.
En 2014 grabó con la orquesta típica Sans Souci y actuaron en la Usina del Arte.
Héctor de Rosas también fue un calificado profesor de canto, una de cuyas primeras alumnas se convirtió en su esposa y madre de sus hijos; entre quienes estudiaron con él se encuentran Juan Carlos Cobos, Marty Cosens, Rosana Falasca, Guillermito Fernandez, María Garay, Rubén Juárez, Raúl Faust y Dany Martin, entre otras importantes figuras de la canción nacional y llegó a  fundar su propio conservatorio.
De Rosas compuso el vals peruano Un amor que no siento, el vals Iremos al lago y el tango Salgo a buscar la calle.

## Valoración
Héctor De Rosas consideraba que la voz debía trabajarse y educarla permanentemente y como parte de su formación de cantante estudió guitarra y música, su estilo romántico, su voz dulce y su afinación lograron que el éxito le llegara siendo muy joven  y pudiera mantenerse activo hasta el final de su vida con su voz en perfecto estado gracias a su técnica pulida.
Héctor De Rosas falleció el 26 de julio de 2015.